# Tveta, Vista och Mo domsagas valkrets
Tveta, Vista och Mo domsagas valkrets var vid valen 1866 till och med 1893 en egen valkrets i andra kammaren med ett mandat. Valkretsen omfattade området för Tveta, Vista och Mo domsaga. Valkretsen avskaffades inför andrakammarvalet 1896 då det delades upp i Tveta härads valkrets samt Vista och Mo häraders valkrets.

## Riksdagsmän
- Carl Orre, lmp (1867–1869)
- Johannes Andersson (1870–1878)
- Johan Anderson, lmp 1879–1887, nya lmp 1888–1894, vilde 1895, lmp 1896 (1879-1896)